# Ranko Jakovljević
Ranko Jakovljevic (Banja Luka, 17 novembre 1966) è un allenatore di calcio bosniaco naturalizzato svizzero.

## Statistiche

### Statistiche da allenatore
Statistiche aggiornate al 28 settembre 2024.
| Stagione        | Squadra         | Campionato      | Campionato | Campionato | Campionato | Campionato | Coppe nazionali | Coppe nazionali | Coppe nazionali | Coppe nazionali | Coppe nazionali | Coppe continentali | Coppe continentali | Coppe continentali | Coppe continentali | Coppe continentali | Altre coppe | Altre coppe | Altre coppe | Altre coppe | Altre coppe | Totale | Totale | Totale | Totale | % Vittorie | Piazzamento |
| Stagione        | Squadra         | Comp            | G          | V          | N          | P          | Comp            | G               | V               | N               | P               | Comp               | G                  | V                  | N                  | P                  | Comp        | G           | V           | N           | P           | G      | V      | N      | P      | %          | Piazzamento |
| --------------- | --------------- | --------------- | ---------- | ---------- | ---------- | ---------- | --------------- | --------------- | --------------- | --------------- | --------------- | ------------------ | ------------------ | ------------------ | ------------------ | ------------------ | ----------- | ----------- | ----------- | ----------- | ----------- | ------ | ------ | ------ | ------ | ---------- | ----------- |
| apr. 2010       | Aarau           | SL              | 4          | 3          | 0          | 1          | CS              | -               | -               | -               | -               | -                  | -                  | -                  | -                  | -                  | -           | -           | -           | -           |             | 4      | 3      | 0      | 1      | 75,00      | Interim     |
| 2010-apr. 2011  | Aarau           | CL              | 22         | 5          | 6          | 11         | CS              | 2               | 1               | 0               | 1               | -                  | -                  | -                  | -                  | -                  | -           | -           | -           | -           |             | 24     | 6      | 6      | 12     | 25,00      | Eson.       |
| 2017-2018       | Wohlen          | CL              | 36         | 3          | 9          | 24         | CS              | 1               | 0               | 0               | 1               | -                  | -                  | -                  | -                  | -                  | -           | -           | -           | -           |             | 37     | 3      | 9      | 25     | &8,11      | 10° (retr.) |
| 2018-2019       | Baden           | 1°L             | 26+4       | 18+2       | 3+0        | 5+2        | -               | -               | -               | -               | -               | -                  | -                  | -                  | -                  | -                  | -           | -           | -           | -           |             | 30     | 20     | 3      | 7      | 66,67      | 1°          |
| 2019-2020       | Baden           | 1°L             | 14         | 6          | 5          | 3          | -               | -               | -               | -               | -               | -                  | -                  | -                  | -                  | -                  | -           | -           | -           | -           |             | 14     | 6      | 5      | 3      | 42,86      | 5°          |
| 2020-2021       | Baden           | 1°L             | 13         | 10         | 1          | 2          | -               | -               | -               | -               | -               | -                  | -                  | -                  | -                  | -                  | -           | -           | -           | -           |             | 13     | 10     | 1      | 2      | 76,92      | 2°          |
| 2021-2022       | Baden           | 1°L             | 26+4       | 17+2       | 3+0        | 6+2        | CS              | 1               | 0               | 0               | 1               | -                  | -                  | -                  | -                  | -                  | -           | -           | -           | -           |             | 31     | 19     | 3      | 9      | 61,29      | 1° (prom.)  |
| Totale Baden    | Totale Baden    | Totale Baden    | 87         | 55         | 12         | 20         |                 | 1               | 0               | 0               | 1               |                    | -                  | -                  | -                  | -                  |             | -           | -           | -           | -           | 88     | 55     | 12     | 21     | 62,50      |             |
| mar.-giu. 2024  | Aarau           | CL              | 10         | 2          | 0          | 8          | CS              | -               | -               | -               | -               | -                  | -                  | -                  | -                  | -                  | -           | -           | -           | -           |             | 10     | 2      | 0      | 8      | 20,00      | Sub. 6°     |
| Totale Aarau    | Totale Aarau    | Totale Aarau    | 36         | 10         | 6          | 20         |                 | 2               | 1               | 0               | 1               |                    | -                  | -                  | -                  | -                  |             | -           | -           | -           | -           | 38     | 11     | 6      | 21     | 28,95      |             |
| Totale carriera | Totale carriera | Totale carriera | 159        | 68         | 27         | 64         |                 | 4               | 1               | 0               | 3               |                    | -                  | -                  | -                  | -                  |             | -           | -           | -           | -           | 163    | 69     | 27     | 67     | 42,33      |             |